# Ormiańskokatolicka parafia północna z siedzibą w Gdańsku

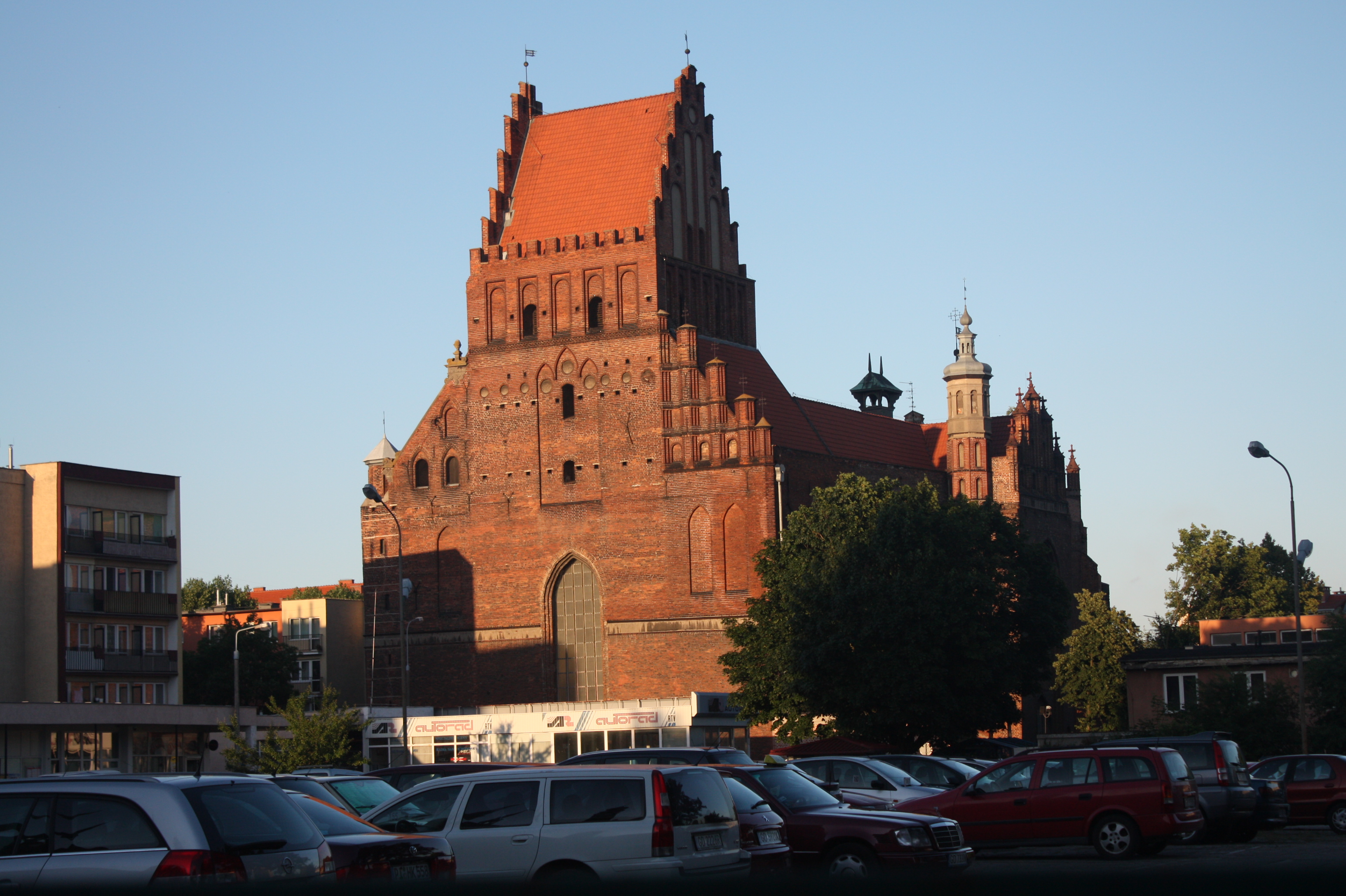
Kościół św. Piotra i Pawła w Gdańsku - świątynia parafialna.

Ormiańskokatolicka parafia północna z siedzibą w Gdańsku — jedna z trzech parafii Kościoła katolickiego obrządku ormiańskiego w Polsce, utworzona 1 grudnia 2009 roku na mocy dekretu ordynariusza wiernych obrządku ormiańskiego w Polsce, arcybiskupa Kazimierza Nycza, zrzeszająca wiernych w północnej części kraju.
Siedzibą parafii jest kościół św. Piotra i Pawła w Gdańsku przy ul. Żabi Kruk 3. Do parafii należą wierni obrządku ormiańskiego z następujących archidiecezji i diecezji Kościoła łacińskiego: bydgoskiej, diecezji elbląskiej, archidiecezji gdańskiej, diecezji koszalińsko-kołobrzeskiej, diecezji pelplińskiej, archidiecezji szczecińsko - kamieńskiej, diecezji toruńskiej, archidiecezji warmińskiej, diecezji zielonogórsko-gorzowskiej.
Proboszczem parafii jest ks. Cezary Annusewicz.